# 18092 Reinhold
18092 Reinhold este un asteroid din centura principală de asteroizi.

## Descriere
18092 Reinhold este un asteroid din centura principală de asteroizi. A fost descoperit pe 28 mai 2000 la Socorro, New Mexico, în cadrul proiectului LINEAR. Asteroidul prezintă o orbită caracterizată de o semiaxă mare de 2,84 ua, o excentricitate de 0,09 și o înclinație de 1,0° în raport cu ecliptica.